# 姑孰镇
姑孰镇，是中华人民共和国安徽省马鞍山市当涂县下辖的一个乡镇级行政单位。

## 行政区划
姑孰镇下辖以下地区：
东大社区、西大社区、河南社区、东营社区、姑孰社区、提署社区、清源社区、行陈社区、凌云社区、黄山社区、竹山社区、五星村、松塘村、小桥村、藏汉村、白紵村、寺山村、宝塔村、莲云村、五联村、章塘村、关马村、连千村、洞阳村、灵墟村、龙华村和宗和村。